# 尤西雷
尤西雷（Jucilei，1988年4月6日—），全名尤西雷·达·席尔瓦（Jucilei da Silva），是一名巴西裔巴勒斯坦职业足球运动员，现在效力于中国足球超级联赛球队山东鲁能泰山。

## 职业生涯
尤西雷出道于J. Malucelli Futebol，后转会至科林蒂安，在2009年5月10日对阵巴西国际的比赛中首次出场。 2010年7月26日入选巴西国家队并在正式比赛中出场。
尤西雷2011年2月转会至俄罗斯马哈奇卡拉安郅，在之后的三年中为球队在各项比赛中出场99场。2014年1月转会至阿联酋阿布扎比贾泽拉，并获得巴勒斯坦护照，可被算作亚洲外援使用。
2015年6月28日，尤西雷加盟山东鲁能泰山。

## 荣誉

### 俱乐部

#### 科林蒂安
- 巴西杯：2004

### 个人
- 巴西足球甲级联赛最佳阵容：2010